# تارنبی
تارنبی (به سوئدی: Tärnaby) یک منطقهٔ مسکونی در سوئد است که در Storuman Municipality واقع شده‌است.

## خصوصیات
تارنبی ۱٫۶۴ کیلومترمربع مساحت و ۴۸۲ نفر جمعیت دارد.